# Uzbuna: odjel nestalih osoba
Uzbuna: odjel nestalih osoba (eng. Alert: Missing Persons Unit) američka je policijska kriminalistička, dramska, televizijska serija koju su stvorili John Eisendrath i Jamie Foxx. Premijerno je počela sa prikazivanjem na Foxu 8. siječnja 2023. U Hrvatskoj će se prikazivati na Star Channelu (bivši Fox) od 9. listopada 2023.
U svibnju 2024. serija je obnovljena za treću sezonu.

## Pregled serije
U Hrvatskoj serija će se premijerno prikazivati na Star Channelu (bivši Fox) od 9. listopada 2023.
U ožujku 2023. serija je obnovljena za drugu sezonu. koja je krenula sa prikazivanjem 5. ožujka 2024.
| Sezona | Sezona | Epizoda | Prikazivanje u SAD-u | Prikazivanje u SAD-u | Hrvatsko prikazivanje | Hrvatsko prikazivanje |
| Sezona | Sezona | Epizoda | Premijera            | Finale               | Premijera             | Finale                |
| ------ | ------ | ------- | -------------------- | -------------------- | --------------------- | --------------------- |
|        | 1.     | 10      | 8. siječnja 2023.    | 27. veljače 2023.    | 9. listoapda 2023.    | 11. prosinca 2023.    |
|        | 2.     | 10      | 5. ožujka 2024.      | 14. svibnja 2024.    | 1. srpnja 2024.       | 2. rujna 2024.        |

## Glumačka postava
- Scott Caan kao Jason Grant, Nikkin bivši suprug, koji radi s njom u odjelu za nestale osobe kako bi pomogao ljudima da pronađu svoje nestale voljene.
- Dania Ramirez kao Nikki Batista, šefica odjela za nestale osobe i Jasonova bivša supruga.
- Ryan Broussard kao Mike Sherman
- Adeola Role kao MPU Detective Kemi Adebayo
- Graham Verchere kao Lucas Hadley/Keith

### Sporedni
- Petey Gibson as C Hemingway, nadzornik forenzičke slikovne jedinice odjela za nestale osobe.
- Fivel Stewart as Sidney Grant, Jasonova i Nikkina kći.
- Elana Dunkelman as Rachel, mrtvozornica.

### Gosti
- Bre Blair kao June Butler, Jasonova djevojka i poslovna partnerica.
- Conni Miu kao Quinn Walker, Sidneyjev najbolji prijatelj.

## Vanjske poveznice
- Službena stranica na abc.com
- Službena stranica na foxtv.hr
- Uzbuna: odjel nestalih osoba u internetskoj bazi filmova IMDb-a